# Мизандрија
Мизандрија (старогрчки: μισανδρία) је уопште мржња, презир или предрасуде према мушкарцима или дечацима. Мизандрија се може оличавати на различите начине, укључујући социјалну искљученост, сексуалну дискриминацију, непријатељство, гиноцентризам, матријархат, омаловажавање мушкараца, насиље над мушкарцима и сексуалну објективизацију.

## Етимологија
Мизандрија као појам је настао од грчких речи мизос (грч. μισος, „мржња”) и андрос (грч. ανηρ, генитив грч. ανδρος;. „човек”). Употреба речи може се датирати још у 19. веку, помињањем у часопису Спектатор 1871. године. Појављује се у Колегијалном речнику Миријам-Вебстер (11. изд.) из 1952. године. Превод са француског фр. misandrie на немачки   (мржња према мушкарцима) забележена је 1803. године. „Мизандрист” се може користити као придевски облик речи. Потпуни превод на српски би гласио мужoмржња, док би придевски облик био мужoмрзац.
Појам са сличним, али различитим значењем, је андрофобија, која представља страх од мушкараца. Писац Хелен Плакроуз зе тврдила да је андрофобија повољнији израз у случајевима када одбојност према мушкарцима произлази из осећаја страха.

## Прикази

### Унутар феминистичких покрета
Академик Алис Ехолс у својој књизи Усуђујем се бити Лош: Радикални феминизам у Америци, 1967–1975, из 1989. године, тврди да је радикална феминисткиња Валери Соланас, позната по покушају убиства Ендија Ворхола 1968. године, показала екстремни ниво мизандрије у односу на друге радикалне феминисткиње тог времена у њеном тракту СКАМ манифест.
Андреа Дворкин критикујући биолошки детерминизам у радикалном феминизму, 1977. године закључује да „са све већом фреквенцијом у феминистичким круговима” резонују ставови Валери Соланас да су мушкарци биолошки инфериорни у односу на жене и насилни по природи, захтевајући гендрицид који би омогућио појаву „нове Übermensch жене”.
Пол Нејтансон и Кетрин К. Јанг тврде да је „идеолошки феминизам”, насупрот „егалитарном феминизму”, културолошки наметнуо мизандрију. Њихова књига из 2001, „Ширење мизандрије”, анализира „културне артефакте и производе деведесетих“ од филмова до честитки за оно што су сматрали прожимајућим порукама мржње према мушкарцима. „Легализација мизандрије” (2005), друга у низу књига, посветила је сличну пажњу законима у Северној Америци.
Венди МакЕлрој, индивидуалистичка феминисткиња, написала је 2001. године да су неке феминисткиње „редефинисале промену погледа на супротни пол“ као „врелу љутњу према мушкарцима [која] се претворила у хладну мржњу“. Тврдила је да је погрешан став сматрати мушкарце, свеукупно, непоправљивим или силоватељима.
У чланку из 2016. године, ауторка и новинарка Кети Јанг описала је „тренутни циклус мизандрије“ у феминизму. Овај циклус, објашњава она, укључује употребу термина „менсплејнинг“ и друге неологизме који користе реч „мушкарац“ као погрдни префикс.
Професор социологије и аутор Ентони Синот претпоставља да се појам мизандрије додатно подстиче и ствара мизогинијом и да се супротстављање мизандрији може посматрати као супротстављање самом феминизму. Због све већег броја искључиво женских клубова и кампања за оснаживања жена, Синот наводи да то може изазвати осећај искључености и презира према мушкарцима.

### Асиметрија са мизогинијом
Социолог Алан Г. Џонсон тврди у „Тhe Gender Knot: Unraveling our Patriarchal Legacy” да су оптужбе за мржњу према мушкарцима коришћене за одбацивање феминисткиња и преусмеравање пажње на мушкарце, ојачавајући културу усредсређену на мушкарце. Џонсон сматра да култура не нуди упоредиву анти-мушку идеологију са мизогинијом и да „људи често мешају мушкарце као појединце са мушкарцима као доминантном и привилегованом категоријом људи” и да „[с обзиром на] стварност женског угњетавања, мушка привилегија и спровођење и једног и другог, тешко да изненађујуће да би свака жена требала да има тренутке у којима се љути или чак и мрзи мушкарце”.

### Други погледи
Активисти за људска права и друге маскулистичке групе критиковали су савремене законе који се тичу развода, насиља у породици и силовања као примере институционалне мизандрије.
Професори верских студија Пол Нејтансон и Кетрин Јанг испитивали су институционализацију мизандрије у јавној сфери у својој серији од три књиге Након пада човека из 2001. године која говори о мизандрији као „облику предрасуда и дискриминације који је постао институционализован у северноамеричком друштву", пишући: „Исти проблем који је дуго спречавао узајамно поштовање Јевреја и хришћана, учењем презира, сада спречава узајамно поштовање мушкараца и жена."

## У литератури

### Старогрчка књижевност
Професор класичне књижевности Фрома Зејтлин са Универзитета Принстон дискутује о мизандрији у свом чланку под насловом „-{Patterns of Gender in Aeschylean Drama: Seven against Thebes and the Danaid Trilogy}-“.  Ту изјављује:

### Шекспир
Књижевни критичар Харолд Блум тврди да, иако је реч мизандрија релативно непозната у књижевности, није тешко пронаћи имплицитну, па чак и експлицитну мизандрију. Позивајући се на дела Шекспира, Блум каже „Не могу да се сетим ни једног случаја мизогиније, док бих тврдио да је мизандрија снажан елемент. Шекспир савршено јасно изражава да се жене морају удавати за нижу класу и да су мушкарци нарцисоидни и да им се не може веровати и тако даље. У целини, он нам даје мрачнију визију мушкараца од жена“.

### Савремена књижевност
Критичарка главног тока феминизма Кристина Хоф Самерс описала је драму Еве Енслер Вагинини монолози као мизандричну по томе што „нема достојних мушкараца... представа приказује галерију грубих мушкараца, садиста, насилника над децом, гениталних сакатеља, групних силоватеља и злобних дечака”, за коју сматра да није у кораку са стварношћу и да „већина мушкараца нису грубијани. Они нису тлачитељи”.
Џули М. Томпсон, феминистичка ауторка, повезује мизандрију и завист према мушкарцима, посебно „завист према пенису“, појам који је у својој теорији женског сексуалног развоја сковао Сигмунд Фројд 1908. године. Ненси Кенг је расправљала о „мисандричном импулсу” у вези са делима Тонија Морисона.